# Xiamen Dao
Xiamen Dao (chiń. upr. 厦门岛; chiń. trad. 廈門島; pinyin Xiàmén Dǎo) – skalista wyspa położona u ujścia rzeki Jiulong, na wschodnim wybrzeżu prowincji Fujian w Chinach, naprzeciwko wysp Kinmen. Powierzchnia wyspy wynosi 135,6 km², a liczba ludności sięga 1,152 mln osób (stan na 2018 r.). Wyspa jest politycznym, gospodarczym i kulturowym centrum Xiamen oraz siedzibą władz miasta. W latach 80. XX wieku stała się jedną z pierwszych specjalnych stref ekonomicznych w Chinach. Ukształtowanie terenu wyspy to głównie wzgórza granitowe, a także niewielkie równiny. Najwyższy punkt osiąga wysokość 339,6 m n.p.m. Wyspa znajduje się w strefie klimatu podzwrotnikowego z wyraźnym podziałem pór roku – lato jest gorące i wilgotne, zimy łagodne, a opady deszczu obfite. W pobliżu znajduje się wiele innych wysp, port ma dobre warunki naturalne i zasoby przybrzeżne. Historycznie, obszar wyspy Xiamen był ważnym portem dla handlu zagranicznego i międzynarodowego transportu morskiego. Nowoczesna żegluga portowa i handel międzynarodowy są dobrze rozwinięte.
Jako najwcześniej powstały port handlowy na południowym wybrzeżu Chin, wyspa przyczyniła się do rozwoju miasta. Odpowiedni klimat oraz korzystne warunki naturalne szybko napędzały wzrost gospodarczy. Ze względu na ograniczoną przestrzeń rozwoju, powstały nowe dzielnice miasta na lądzie stałym: Haicang, Xiang'an, Jimei i Tong'an, co umożliwiło równomierny podział funkcji miejskich Xiamen. Obecnie wyspa Xiamen posiada wygodne połączenia transportowe i rozbudowaną infrastrukturę: dwie linie metra, most Haicang, tunel Xiang'an, mosty Jimei i Xinglin. Sieć kolejowa również została rozbudowana i dociera na wyspę. W latach 80. w oparciu o dawne lotnisko wojskowe Gaoqi rozpoczęto szereg inwestycji, które przekształciły je w duży międzynarodowy Port lotniczy Xiamen-Gaoqi – jedno z głównych lotnisk w południowo-wschodnich Chinach.
Na zachodzie wyspy znajdowała się kiedyś zatoka zwana Zatoką Błotnistą. W latach 70. XX wieku zbudowano tam falochron o długości około 1700 metrów, przekształcając zatokę w jezioro Yuandang. Po renowacji w latach 90. obszar wokół jeziora stał się „wizytówką miasta Xiamen”, a w jego pobliżu powstały parki oraz szereg atrakcji turystycznych. Na południowym krańcu wyspy znajduje się również Uniwersytet Xiamen.